# Palawaniella orbiculata
Palawaniella orbiculata är en svampart som först beskrevs av Syd. & P. Syd., och fick sitt nu gällande namn av Doidge 1942. Palawaniella orbiculata ingår i släktet Palawaniella och familjen Parmulariaceae.   Inga underarter finns listade i Catalogue of Life.